# The Hunting Party (film, 2007)
Pour les articles homonymes, voir The Hunting Party.
Pour plus de détails, voir Fiche technique et Distribution.
The Hunting Party ou Enquête clandestine au Québec est un film américain réalisé par Richard Shepard, sorti en 2007.

## Synopsis
Simon Hunt est correspondant de guerre en Bosnie-Herzégovine. Le jour où il pète les plombs en direct, il est remercié par la chaîne de télévision pour laquelle il travaille. Il continue pigiste pour des médias de pire en pire.
Quelques années plus tard, son cameraman, Duck, revient à Sarajevo pour un reportage accompagné de Benjamin Strauss fils du directeur de la chaîne, fraichement diplômé d'Harvard, qui fait ses débuts dans le journalisme. Simon et Duck se retrouvent, Simon prétend pouvoir interviewer un des responsables de l'épuration ethnique (Radoslav Bogdanović). Ce dernier est officiellement recherché par l'OTAN et l'ONU, sa tête a été mise à prix pour cinq millions de dollars, cependant les autorités ne semblent pas tout entreprendre pour le capturer. En fait Simon pense pouvoir s'emparer de lui et le livrer à la justice pour toucher la prime, certes, mais surtout pour venger l'assassinat par les Serbes de la femme qu'il aimait.
Après deux jours de recherches assez rocambolesques, les journalistes sont capturés et emmenés devant Bogdanović qui les prend pour des agents de la CIA et veut les liquider. La CIA les libère et leur ordonne de rentrer chez eux. Ils estiment que leur tâche n'est pas finie, s'enfuient et repartent à la recherche de Bogdanović. Benjamin se révèle moins niais qu'il n'y paraît et a l'idée de traquer Bogdanovic alors qu'il chasse le renard sans sa dizaine de gardes du corps. Sachant que les autorités seront réticentes à juger leur prisonnier, les journalistes relâchent Bogdanović à Polje, un village de survivants de l'épuration ethnique afin que ceux-ci puissent faire justice eux-mêmes.

## Fiche technique
- Titre québécois : Enquête clandestine
- Titre original et français : The Hunting Party
- Réalisation : Richard Shepard
- Scénario : Richard Shepard d'après l'article How I Spent My Summer Vacation de Scott Anderson dans Esquire
- Production : Bill Block, Martin Schuermann, Paul Hanson (en), Bo Hyde, Mark Johnson, Sascha Konzack, Scott Kroopf (de), Alex Litvak, Adam Merims, Kendall Morgan
- Budget : 25 000 000 $
- Musique : Rolfe Kent
- Photographie : David Tattersall
- Montage : Carole Kravetz
- Décors : Jan Roelfs (en)
- Costumes : Beatrix Aruna Pasztor
- Pays :  États-Unis,  Croatie et  Bosnie-Herzégovine
- Format : couleur - 2,35:1 - DTS / Dolby Digital - 35 mm
- Genre : Thriller, guerre
- Durée : 99 minutes
- Date de sortie : 3 septembre 2007

## Distribution

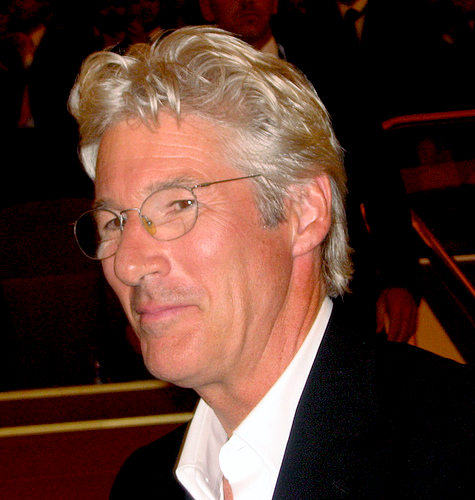
Richard Gere à Venise, en 2007

.
Légende : Version Québécoise (V.Q.)
- Richard Gere (V.F. : Richard Darbois ; V.Q. : Hubert Gagnon) : Simon Hunt
- Terrence Howard (V.F. : Daniel Lobé ; V.Q. : Patrice Dubois) : Duck
- Jesse Eisenberg (V.F. : Yoann Sover ; V.Q. : Hugolin Chevrette) : Benjamin Strauss
- Ljubomir Kerekes (en) : Radoslav Bogdanović
- James Brolin : Franklin Harris
- Diane Kruger (V.Q. : Viviane Pacal) : Mirjana
- Dylan Baker : CIA Operative
- Gordana Vukres : fille à la cérémonie
- Sanela Seferagic : assistante sexy
- Damir Saban (V.Q. : Daniel Lesourd) : Gert
- Aleksandra Grdic (en) : TriBeCa Loft Girl
- John W. Falk : journaliste #1
- Scott Anderson : journaliste #2
- Harald Doornbos : journaliste #3
- Philippe Deprez : journaliste #4
- Erich Rathfelder : journaliste #5
- Žan Marolt : journaliste #6
- Kristina Krepela : Marda
- Snezana Markovic : Una
- Joy Bryant : petite amie de Duck
- Goran Kostić : Srdjan
- Branko Smiljanić (hr) : homme à neuf doigts
- Semir Krivic : serveur
- Nitin Ganatra : officer indien
- R. Mahalakshmi Devaraj : Miriam
- Mark Ivanir (V.F. : Mathieu Buscatto ; V.Q. : Frédéric Desager) : Boris
- Lucio Slama : Man with Scar
- Damir Kukulj : homme seul
- Kata Ivkovcic : vieille femme qui jardine
- Srecko Franovic : jeune garçon
- Sasa Dodik : Bar Patron #1
- Amer Isanovic : Bar Patron #2
- Miraj Grbić : Thug #1 - Goran
- Mladen Vulic : Thug #2
- Zdravko Kocevar : Sascha
- Marinko Prga : Fox's Man with Gun
- Luka Peros : Commando #1
- Arif Alaibegovic : vieil homme à la guitare

## Autour du film
Le film a été présenté à la 64e Mostra de Venise en première mondiale.